# Karl Neisser
Karl Wilhelm Neisser, im Film meist Carl Neisser, alternativ auch Karl Neißer und Karl Neusser (* 2. Juli 1882 in Bremen, Deutsches Reich; † 28. August 1933 in Berlin) war ein deutscher Schauspieler, Regisseur und Drehbuchautor.

## Leben
Der gebürtige Bremer begann in der Spielzeit 1901/1902 seine Tätigkeit als Bühnenschauspieler in Harburg. Neisser blieb in der Folgezeit weniger für seine darstellerischen Leistungen als vielmehr dank seiner Operetteninszenierungen an verschiedenen Berliner Spielstätten in Erinnerung. 1905 wirkte er als Regisseur und Darsteller des Sergeanten Krause bei der Aufführung von Franz von Schönthans Militärlustspiel Im bunten Rock am Stadttheater Eisenach mit.  Beim Film arbeitete Carl Neisser ab 1917 als Regisseur, Drehbuchautor und Darsteller. Bei dem Kriminalfilm Das Geheimnis des Fabrikanten Henderson (1919) schrieb er das Manuskript zusammen mit Bruno Csabanski, führte Regie und spielte selbst mit. Auch bei Der Blick in den Abgrund (1919) war er Drehbuchautor und Regisseur.
1918/19 war er Hauptdarsteller einer Zweiakter-Serie, welche die Filmfirma „A.G. Films Arthur Günsburg“ in Berlin mit ihm auflegte. Neißer verkörperte darin den Titelhelden Krause; für die Folgen Papa Krause, Ganz ohne Krause, beide 1918, Krause als Detektiv und Quatsch nicht, Krause,  beide 1919, schrieb Leonhard Haskel das Manuskript; lediglich bei der letzten Folge Held Krause  (ebenfalls 1919) war Walter Formes der Drehbuchautor.
Noch zu Tonfilmzeiten wirkte Neisser in dem Filmlustspiel Lügen auf Rügen mit, das Victor Janson 1931 für die Aafa-Film in den vorpommerschen Seebädern Binz und Sellin realisierte. In Österreich hieß der Film auch Das Bademäuschen.
Bei sechs Filmen (Der Blick in den Abgrund, Fräulein Mutter, Das Geheimnis des Fabrikanten Henderson, Das Gift im Weibe, Retter der Menschheit, Vom Schicksal erdrosselt, alle 1919), war Bruno Czabanski sein Kameramann.
Karl Neisser starb 1933 im Alter von 51 Jahren an einer Lungenentzündung in Berlin und wurde auf dem im gleichen Jahr eröffneten Waldfriedhof Dahlem beigesetzt. Das Grab ist nicht erhalten. Im Nachruf der Deutschen Bühnengenossenschaft wurde vor allem seiner Arbeit als Operettenregisseur gedacht. Dort hieß es: „Seine Operetteninszenierungen waren tonangebend für fast alle reichsdeutschen Bühnen. So manches Mal hat er durch werkgetreue Inszenierungen sich als ehrlicher Diener der Kunst erwiesen. Ein starker Erfolg wurde die letzthin von ihm inszenienerte Gilbertsche Operette ‚Die kleine Sünderin‘ im Theater am Kurfürstendamm; mehrere Monate hindurch wurde diese Aufführung zu einem besonders zugkräftigen Faktor“.

## Filmografie

### Darsteller
kursiv: Rolle, sofern bekannt
- 1917: Ballzauber (Buch: Danny Kaden): Kellner
- 1917: Der Herr Assessor [Kriminalparodie]
- 1917: Hoheit Radieschen (Buch: Danny Kaden): Kriegsminister
- 1918: Der Teufel [Detektivfilm mit Max Landa]: 2. Schutzmann (als Karl Neißer)
- 1918: Ganz ohne Krause (Buch: Leonhard Haskel)
- 1919: Adolars Bühnenlaufbahn
- 1919: Adolars Unfall-Police
- 1919: Das Geheimnis des Fabrikanten Henderson: Spielleiter
- 1919: Die kleine Revolution
- 1919: Die weiße Maus (Buch: Leonhard Haskel)
- 1919: Direktor Zwick-Zwack: Peter Pullmeier
- 1919: Durch Wurst zur Liebe
- 1919: Eine gefräßige Geschichte
- 1919: Fürst Sally (Buch: Leonhard Haskel)
- 1919: Fräulein Mutter
- 1919: Gleiche Brüder, gleiche Kappen
- 1919: Held Krause
- 1919: Höhere Töchter
- 1919: Höllenzauber
- 1919: Krause als Detektiv
- 1919: Papa Krause (Buch: Leonhard Haskel)
- 1919: Quatsch nicht, Krause
- 1920: Maria Tudor
- 1920: Schwarzwaldmädel
- 1928: Robert und Bertram
- 1931: Lügen auf Rügen

### Regie
- 1918: 3000 Mark Belohnung
- 1919: Das Geheimnis des Fabrikanten Henderson
- 1919: Das Gift im Weibe
- 1919: Der Blick in den Abgrund
- 1919: Der Fall Meier
- 1919: Fräulein Mutter
- 1919: Retter der Menschheit
- 1919: Veras Eifersucht
- 1919: Vom Schicksal erdrosselt
- 1920: Die Maske des Todes
- 1920: Die Maske des Todes – 2. Das Geheimnis der Zisterne

### Drehbuchautor
- 1919: Das Geheimnis des Fabrikanten Henderson
- 1919: Der Blick in den Abgrund
- 1919: Nicht eher sollst Du Liebe fühlen, als ...